# Huszti Szabolcs
Huszti Szabolcs (Miskolc, 1983. április 18. –) magyar labdarúgó, edző. 2020-ban – egészségügyi okok miatt – bejelentette visszavonulását a labdarúgástól.

## Pályafutása

### Fiatal évei
Huszti, bár miskolci születésű, a Veszprém megyei Gógánfán töltötte gyermekkorát, s a Tapolcai Bauxitban kezdett futballozni. Mindössze 14 éves volt, amikor próbajátékon járt az FTC-nél, s meggyőzte a szakembereket, hogy érdemes az Üllői útra hozni. Huszti eleinte továbbra is Tapolcán edzett, de a mérkőzésekre mindig felutazott Budapestre, majd később kollégiumba került a fővárosba. 2001-től kezdve került látószögbe a felnőtt csapatnál, több edzésen is rész vett.

### A Ferencvárosban
2003. szeptember 28-án, a Pécsi Mecsek FC ellen debütált az élvonalban, a mérkőzés 68. percében csereként lépett pályára. Mivel azonban még nem fért be a Fradi felnőtt csapatába, úgy döntöttek 2003 telén, hogy kölcsönadják.
Érthető módon nyáron visszarendelte Husztit a Fradi, ahol ekkor már meghatározó játékosnak számított. Év végén lejárt a szerződése, s ingyen igazolható lett, a vevőnek csak 305 000 euró nevelési költséget kellett fizetnie az FTC-nek, igaz ezt egészen 2007-ig nem teljesítették. Több külföldi csapat is felfigyelt rá, a West Bromwich Albion FC és a Glasgow Rangers, s bár sokáig úgy tűnt a skót Rangersbe igazolhat, végül a francia FC Metzhez írt alá 3 évre.

### A Matáv Sopronban (kölcsönben)
Husztit egy edzőmérkőzésen tesztelték a soproniak. Huszti jó benyomást tett Dajka László vezetőedzőre.2004 februárjában féléves kölcsön szerződést írt alá a klubbal. A tavaszi szezont a Sopron csapatában töltötte, s itt minden képzeletet felülmúlva berobbant a magyar labdarúgásba. A soproni csapat mezében lejátszott 14 mérkőzésen 6 gólt szerzett középpályásként, s hozzájárult, hogy a Matáv Sopron története legjobb bajnoki helyezését elérve bejutott a felső házba. Júniusban visszatért a Ferencvároshoz.

### Az FC Metzben
2005. július 21-én aláírt 3 évre a francia FC Metz csapatához. 2005. július 29-én mutatkozott be a francia első osztályban a Paris Saint-Germain ellen. A mérkőzés 70. percében lépett pályára, és gólpasszt adott, valamint sárga lapot szerzett a hátralévő időben. A Metzben 18 mérkőzésen lépett pályára, s csapatában a jobbak közé tartozott. Egy gólt szerzett, méghozzá a PSG ellen a 87. percben. Csapata év végén kiesett, Huszti pedig távozott, országot és bajnokságot váltott.

### A Hannover 96-ban

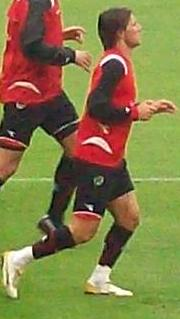

Mindössze 300 000 euróért igazolt a német Hannoverhez, ahol csapata legjobbjává nőtte ki magát. 2006. augusztus 13-án debütált a Werder Bremen ellen a Bundesligában. Győztes gólt rúgott a Bayern München ellen is, s a Real Madridot szinte egymaga verte meg parádés játékával. Csodálatosan ívelt szabadrúgás gólt szerzett, ezzel a góllal 20 éves böjtöt tört meg a Hannover történetében, mivel 20 éve nem tudták legyőzni a Bayernt otthon. 2007 nyarán szóba is került, hogy a spanyol Real Madridba igazol, de a későn leadott papírok miatt pár nap múlva visszakerült a németekhez.   A 2008–09-es szezonban a VfB Stuttgart, a Schalke 04 ellen duplázott. Pályafutása addigi legsikeresebb szezonja volt, 10 bajnoki gólt szerzett. 2008. szeptember 14-én a Borussia Mönchengladbach ellen duplázott és gólpasszt jegyzett. 2009 januárjában felkészülési mérkőzésen az AC Milan ellen a 10. percben kiharcolt egy büntetőt, bár Dida elsőre kivédte a lövést, de a kipattanót Huszti belőtte, végül a mérkőzést 3-2-re az olaszok nyerték.

### A Zenyitben

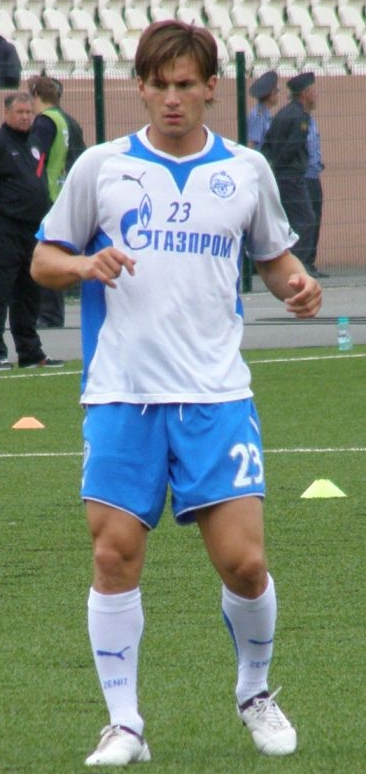

2009. február 1-jén bejelentették hivatalosan, hogy négy évre az orosz Zenyithez igazolt. Az Arsenal FC-be távozó Andrej Arsavin helyére igazolták. A skót Celtic FC is szerette volna a soraiban tudni, de az orosz klub többet adott érte. 2009 februárjában csatlakozott a csapathoz a törökországi edzőtáborban. február 7-én játszotta első mérkőzését a szentpétervári csapat színeiben, a szerb Vojvodina elleni edzőmérkőzésen, ahol rögtön góllal debütált. Tizenhat nappal később játszotta első tétmérkőzését a Zenyit színeiben, ami egy UEFA-Kupa összecsapás volt a VfB Stuttgart ellen. Huszti a 2. percben betalált, így 2 meccsből 2 gól a teljesítménye. április 19-én mutatkozott be a bajnokságban a Lokomotyiv Moszkva ellen, csereként lépett pályára a 75. percben. Első gólját a Tyerek Groznij ellen szerezte meg. Egy hónap elteltével ismét gólt szerzett az Amkar Perm ellen.
A 2010-es szezonban nem vált csapatában alapemberré, de így is sikerült 13 bajnokin pályára lépnie, ezeken a mérkőzésen összesen 1 gólt szerzett a Rubin Kazany ellen. Az orosz kupában a Volga Tver ellen volt eredményes. A szezonban leginkább csereként számoltak vele. A következő szezonban továbbra is legfőképpen csereként számoltak vele. 19 bajnokin lépett pályára és 1 gólt szerzett az FK Rosztov ellen. a kupában a dagesztáni Anzsi Mahacskala ellen talált be. Az Európa-liga mérkőzésein rögtön az első meccsén betalált a horvát Hajduk Splitnek, majd a következő mérkőzésen egy hónappal később a belga RSC Anderlechtnek. Barátságos mérkőzésen az üzbég Bunyodkorral játszott mérkőzésen a 13. percben fejelt a kapuba, a mérkőzést 2-1-re nyerték Husztiék. 2012 januárjában a francia AS Monaco FC érdeklődött Huszti iránt. Végül Huszti maradt az orosz klubjában.
Február elején az olasz Pistoiese  ellen 5-2-re megnyert barátságos mérkőzésen gólt szerzett. Ugyan ebben a hónapban, ismét gólt szerzett a svéd Degerfors IF ellen 2-1-re megnyert edzőmeccsén, csak centikkel jutott át a gólvonalon a labda. Március 1-jén az orosz kupában az Anzsi Mahacskala ellen volt eredményes. Március 16-án az orosz Premjer Liga felsőházi rájátszásának 5. fordulójában az Gyinamo Moszkva ellen a 60. percben csereként lépett pályára. A mérkőzésen gólpasszt adott Kerzsakovnak, majd egy 24 méteres szabadrúgást a jobb felső sarokba zúdított, kialakítva ezzel az 5-1-es végeredményt. Március 25-én az Rubin Kazany ellen egy gyorsan elvégzett szabadrúgás után volt eredményes.

### Ismét a Hannoverben
2012. június 25-én felmerült, hogy visszatérhet a Bundesligába. Július 22-én már orvosi vizsgálaton vett részt, majd csatlakozik az Ausztriában edzőtáborozó kerethez. Másnap hivatalosan is bejelentették, hogy 2009 után, ismét a Hannover 96 játékosa lett Huszti. Augusztusban csatlakozik hivatalosan a kerethez. Huszti 2015 nyaráig írt alá, de az anyagiakat nem hozták nyilvánosságra. A 10-es mezszámot kapta meg.
A Wisła Kraków elleni felkészülési mérkőzésen már gólt is szerzett. A Saint Patrick’s Athletic elleni Európa-liga selejtező mérkőzésén pontrúgásból gólpasszt adott Karim Haggui-nak. Augusztus 30-án ismét Európa-liga mérkőzésen volt eredményes, kétszer is a Śląsk Wrocław ellen. Az első gólját a 35. percben 1–1-es állásnál a félpályától indult meg, elegánsan emelt a hosszúba, amivel vezetést szerzett csapatának. Következő gólja a 87. percben egy fejessel állította be az 5-1-es végeredményt, amivel Európa-liga főtáblára jutottak. A VfL Wolfsburg ellen 4-0-ra, idegenben megnyeret bajnoki mérkőzésen négy gólpasszt jegyzett, ami Bundesliga rekord lett. Elsőnek a jobb oldali beadását Karim Haggui fejelte a hálójába, majd a 16-oson belül önzetlenül passzolt Artur Sobiech-nek aki nemhibázott. Harmadik gólpasszát Leon Andreasen-nek adta, miután egy szabadrúgást kanyarított nagyszerűen középre és Andreasen a hálóba fejelt, nem sokkal később ismét gólpasszt jegyzett a mérkőzésen duplázó Sobiech-nek.
A Werder Bremen ellen a 6. percben 20 méterről szabadrúgásból szerzett gólt, bal lábbal a kapu bal oldalába tekerte a labdát. A 10. percben Huszti a bal oldalon kapott indítást, majd lágyan középre emelt, és Leon Andreasen a hálóba fejelte a labdát, így Huszti gólpasszt jegyzett. A mérkőzés 92. percében a  bal oldalról kapott beadást látványos mozdulattal a jobb felső sarokba ollózta a labdát, amivel kialakította a mérkőzés végeredményét, 3-2-re nyertek Husztiék. A túláradó gólöröméért, mezlevételért és a kerítésre való felmászásért villámgyorsan két sárga lapot kapott, így villant a piros lap is. A Nürnberg ellen a 21. percben adott gólpasszt, amelyet Stindl értékesített, nem sokkal később labdát szerzett és elegáns mozdulattal pöccintett a kapuba a labdát, végül Ya Konant hozta kihagyhatatlan helyzetbe. Az Európa-liga csoportkörében a spanyol Levante UD ellen 2-1-re megnyert mérkőzésen előbb kiharcolt egy 11-est, majd be is lőtte azt. A Helsingborgs IF ellen a 12. percben szögletből beadott labdáját Mame Biram Diouf juttatta a hálóba.
A Helsingborgs elleni visszavágón már a 3. percben gólpasszt adott  Mame Biram Dioufnak, miután Huszti szögletét a kapuba fejelte a szenegáli játékos. A 91. percben pedig tizenegyeshez jutott a Hannover, amit Huszti végzett el, a lövésébe a kapus még beleért, a labda pedig a felső lécről pattant alig a gólvonal mögé. December 9-én hazai pályán a Bayer Leverkusen ellen büntetőből talált be a kapuba. A 69. percben Huszti maga harcolt ki tizenegyest, amit gólra váltott a 3-2-re megnyert bajnoki mérkőzésen. A Borussia Dortmund ellen a német kupában 5-1-re kikaptak, de a 79. percben a bal oldalról beadott labdáját Mame Biram Diouf a kapuba fejelte. 2013. január 18-án a Schalke elleni gól gazdag mérkőzésen, amit 5-4-re elvesztettek idegenben két gólt szerzett. Az 59. percben 14 méterről kilőtte a ball alsó sarkot, majd 10 perccel később egy vissza pattanó labdát fejelt a kapuba.
A Hoffenheim ellen a 100. Bundesliga mérkőzése volt, amin a 8. percben a bal oldali beadása után Mame Biram Diouf megszerezte csapata vezető gólját, ami a mérkőzés egyetlen gólja is lett. Az Anzsi ellen az Európa-ligában a 22. percben a tizenhatos vonaláról bombázott a kapuba, de végül 3-1-re kikaptak idegenben. Az 1. FC Nürnberg ellen a 41. percben a tizenhatos előterében kapta a labdát meg, majd lendületből elhúzott egy védő mellett, és a gyengébbik lábával a léc alá emelt. Az  eldőlő kapus csak beleütni tudott a kísérletbe, hárítani nem tudta azt. A mérkőzés végül 2-2-es döntetlennel zárult. Az Anzsi elleni visszavágón Huszti átadásából látványos gólt szerző Pinto, de így sem tudtak tovább menni a legjobb tizenhat közé. A Hamburger SV elleni hazai mérkőzésen előbb szabadrúgásból ívelt Diouf fejére, aki gólt szerzett belőle, majd értékesített egy büntetőt, az ítélet végrehajtása közben viszont megsérült, így még a szünet előtt le kellett cserélni. Február végén megműtötték és előre láthatólag az egész szezont ki kell hagynia.

### Csangcsun Jataj
2014. július 16-án a Hannover bejelentette, hogy Huszti a kínai bajnokságban szereplő Csangcsun Jataj együtteséhez igazol, 3 éves szerződést aláírva. Augusztus 3-án szerezte első gólját 2-1-es győzelemhez segítve csapatát a címvédő Kuangcsou ellen. Az első félévben 14 mérkőzésen 3 gólt szerzett, a 2015-ös bajnokságban 25 mérkőzésen 6-szor volt eredményes.

### Eintracht Frankfurt
2015. december 30-án másfél plusz egyéves szerződést írt alá a német Bundesligában szereplő Eintracht Frankfurt csapatával.

### Csangcsun Jataj
2017 januárjában felröppent a hír, miszerint Huszti visszautasíthatatlan ajánlatot kapott egykori klubjától, a kínai Csangcsun Jatajtól, amit először menedzsere, Filipovics Vladan, majd a Frankfurt edzője, Niko Kovač is elismert. Miután az orvosi vizsgálatokon átesett, kétéves megállapodást írt alá régi-új klubjánál, ahol évenként 3.3 millió eurós fizetést biztosítanak neki. A bajnokság második fordulójában debütált másodszor a Csangcsun színeiben. Csapata ugyan kikapott a Kuangcsou City-től 1–0-ra, Huszti végigjátszotta a mérkőzést. Első gólját a Liaoning ellen lőtte április 9-én, míg a 8. fordulóban a Tiencsin Csüancsien két gólt lőtt és gólpasszt adott, a Csangcsun pedig 3–1-re megnyerte a mérkőzést.

### Videoton
2018. január 11-én tizenkét és féléves külföldön eltöltött időszakot követően hazaigazolt és a Videoton játékosa lett.
Április 7-én hazai pályán, az Újpest ellen szabadrúgásból szerezte meg új csapatában az első bajnoki gólját. 4725 nap után szerzett gólt az NB I-ben, csapata pedig 3–0-ra győzött. A 2018-2019-es szezonban csapatával bejutott az Európa Liga csoportkörébe, ahol a csoport 3. helyét szerezték meg. Első teljes idényében Magyar Kupát nyert a fehérvári klubbal. Az aktív futballt 2020-ban hagyta abba. 

### A válogatottban
Huszti mindössze pár bajnoki mérkőzés után már a válogatott keretben volt, ami miatt élesen kritizálták az akkori kapitányt, Lothar Matthäust, azonban a német kapitány döntése jónak bizonyult: gólt szerzett első válogatott mérkőzésén Japán ellen, s jól játszott Brazília ellen is. Később maga Huszti is elismerte, pályafutása szempontjából nagyon sokat köszönhet Matthäusnak. Huszti a Bozsik-féle válogatottban is helyet kapott, azonban a Várhidi-érában összetűzésbe került a kapitánnyal, amiért távozott az edzőtáborból a görögök elleni Eb-selejtező előtt. Az MLSZ 2007. december 31-éig tiltotta el, amely csak a magyar válogatottra vonatkozott. Bár 2007 augusztusában Dunai Antal, az MLSZ alelnöke felvetette, hogy töröljék el büntetését, Kisteleki István MLSZ-elnök határozottan elutasította azt. Az eltiltás lejártát követően ismét aktív tagja lett a válogatottnak. Erwin Koemannál is alapembernek számított, a holland szakember első meccsén Görögország ellen csatárként tette be. Huszti a legjobb centereket megszégyenítve állt helyt középpályás létére. 2009 szeptember 6-án a  svédek ellen 2-1-re elveszített hazai vb-selejtező mérkőzés alkalmával szerepelt még ezen  a poszton. Koeman távozása után az U21-es csapattal bronzérmet nyerő Egervári Sándor lett a kapitány. Huszti 45 percet töltött a pályán Anglia ellen egy 2-1 re elveszített barátságos meccsen, cseréje Hajnal Tamás volt. Miután ez nem tetszett Husztinak, hogy a Videoton labdarúgói gyakorlatilag előnyt élveznek a többszörösen válogatott fiatal, külföldön játszó focistákkal szemben, ezért nyílt levélben kritizálta a kapitányt. Ekkor ezt már Buzsáky Ákos, Dzsudzsák Balázs, Vanczák Vilmos, és Hajnal Tamás is szóvá tette. Huszti le is mondta a válogatottságot, és ezt az elhatározását a későbbi kapitányváltások után is mindig fenntartotta.
Huszti a magyar válogatott mellett meghívót kapott egy nem hivatalos válogatottba is. A Luis Figo XI nevű jótékonysági csapatban 22 percet játszott.

## Edzőként
2021 februárjában vette át az akkor NB II-es Debreceni VSC irányítását Kondás Elemértől. 2021 októberében távozott az NB I 10. helyen álló csapattól. 2022 októberében a MOL Fehérvár edzője lett Ezt a posztját 2023. március 14-ig töltötte be. Ekkor a csapata a 11. helyen állt.

## Sikerei, díjai

### Klubcsapatok
Ferencvárosi TC
- Magyar bajnokság: 
  - bajnok (1): 2004
  - ezüstérmes (2): 2003, 2005
- Magyarkupa: 
  - döntős (1): 2005
- Magyar szuperkupa: 
  - döntős (1): 2003
- UEFA-kupa
  - csoportkör: 2004-2005

 Zenyit
- Orosz bajnokság
  - bajnok (2): 2010, 2011-12
  - bronzérmes (1): 2009
- Orosz kupa
  - győztes (1): 2010
- Orosz szuperkupa
  - győztes (1): 2011
- Bajnokok ligája
  - nyolcaddöntő : 2011-2012
- UEFA-kupa
  - nyolcaddöntő (1): 2008-2009
- Európa-liga:
  - nyolcaddöntő (1): 2010-11

 Hannover 96
- Európa-liga
  - A legjobb 16 közé jutásért:  (1): 2012-13

 Videoton
- Magyar bajnok: 2017-18

### Egyéni
- Az év magyar labdarúgója: 2006
- Az év fiatal magyar labdarúgója: 2004

## Statisztika

### Mérkőzései a válogatottban
| Magyarország | Magyarország         | Magyarország                         | Magyarország        | Magyarország | Magyarország | Magyarország | Magyarország | Magyarország     |
| #            | Dátum                | Helyszín                             | Hazai               | Eredmény     | Vendég       | Kiírás       | Gólok        | Esemény          |
| ------------ | -------------------- | ------------------------------------ | ------------------- | ------------ | ------------ | ------------ | ------------ | ---------------- |
| 1.           | 2004. április 25.    | Zalaegerszeg, ZTE Aréna              | Magyarország        | 3 – 2        | Japán        | barátságos   | 1            | 90+2' (11-esből) |
| 2.           | 2004. április 28.    | Budapest, Puskás Ferenc Stadion      | Magyarország        | 1 – 4        | Brazília     | barátságos   | -            |                  |
| 3.           | 2004. június 2.      | Tiencsin, Teda Football Stadium      | Kína                | 2 – 1        | Magyarország | barátságos   | -            | 63'              |
| 4.           | 2004. június 6.      | Kaiserslautern, Fritz Walter Stadion | Németország         | 0 – 2        | Magyarország | barátságos   | -            | 90+2'            |
| 5.           | 2004. augusztus 18.  | Glasgow, Hampden Park                | Skócia              | 0 – 3        | Magyarország | barátságos   | 2            | 45+1' 53' 87'    |
| 6.           | 2004. szeptember 4.  | Zágráb, Maksimir Stadion             | Horvátország        | 3 – 0        | Magyarország | barátságos   | -            | 11′              |
| 7.           | 2004. november 17.   | Ta’ Qali, Nemzeti Stadion            | Málta               | 0 – 2        | Magyarország | vb-selejtező | -            |                  |
| 8.           | 2005. február 2.     | Isztambul (TUR)                      | Magyarország        | 0 – 0        | Szaúd-Arábia | barátságos   | -            | 59'              |
| 9.           | 2005. február 9.     | Cardiff, Millenium-stadion           | Wales               | 2 – 0        | Magyarország | barátságos   | -            |                  |
| 10.          | 2005. március 30.    | Budapest, Szusza Ferenc Stadion      | Magyarország        | 1 – 1        | Bulgária     | vb-selejtező | -            |                  |
| 11.          | 2005. május 31.      | Metz, Stade Saint-Symphorien         | Franciaország       | 2 – 1        | Magyarország | barátságos   | -            |                  |
| 12.          | 2005. június 4.      | Reykjavík, Laugardalsvöllur          | Izland              | 2 – 3        | Magyarország | vb-selejtező | 1            | 73'              |
| 13.          | 2005. augusztus 17.  | Budapest, Puskás Ferenc Stadion      | Magyarország        | 1 – 2        | Argentína    | barátságos   | -            |                  |
| 14.          | 2005. szeptember 3.  | Budapest, Szusza Ferenc Stadion      | Magyarország        | 4 – 0        | Málta        | vb-selejtező | -            | 58'              |
| 15.          | 2005. szeptember 7.  | Budapest, Puskás Ferenc Stadion      | Magyarország        | 0 – 1        | Svédország   | vb-selejtező | -            |                  |
| 16.          | 2005. október 8.     | Szófia, Vaszil Levszki Stadion       | Bulgária            | 2 – 0        | Magyarország | vb-selejtező | -            |                  |
| 17.          | 2005. október 12.    | Budapest, Szusza Ferenc Stadion      | Magyarország        | 0 – 0        | Horvátország | vb-selejtező | -            |                  |
| 18.          | 2006. május 24.      | Budapest, Szusza Ferenc Stadion      | Magyarország        | 2 – 0        | Új-Zéland    | barátságos   | 1            | 48' 86'          |
| 19.          | 2006. május 30.      | Manchester, Old Trafford             | Anglia              | 3 – 1        | Magyarország | barátságos   | -            |                  |
| 20.          | 2006. augusztus 16.  | Linz, UPC-Arena                      | Ausztria            | 1 – 2        | Magyarország | barátságos   | -            |                  |
| 21.          | 2006. szeptember 2.  | Budapest, Szusza Ferenc Stadion      | Magyarország        | 1 – 4        | Norvégia     | Eb-selejtező | -            |                  |
| 22.          | 2006. szeptember 6.  | Zenica, Bilino Polje Stadion         | Bosznia-Hercegovina | 1 – 3        | Magyarország | Eb-selejtező | 1            | 35' (11-esből)   |
| 23.          | 2006. október 7.     | Budapest, Puskás Ferenc Stadion      | Magyarország        | 0 – 1        | Törökország  | Eb-selejtező | -            |                  |
| 24.          | 2006. október 11.    | Ta’ Qali, Nemzeti Stadion            | Málta               | 2 – 1        | Magyarország | Eb-selejtező | -            |                  |
| 25.          | 2006. november 15.   | Székesfehérvár, Sóstói Stadion       | Magyarország        | 1 – 0        | Kanada       | barátságos   | -            | 60' 83'          |
| 26.          | 2007. február 6.     | Limassol                             | Ciprus              | 2 – 1        | Magyarország | barátságos   | -            | 76'              |
| 27.          | 2007. március 24.    | Podgorica                            | Montenegró          | 2 – 1        | Magyarország | barátságos   | -            | 53'              |
| 28.          | 2007. március 28.    | Budapest, Szusza Ferenc Stadion      | Magyarország        | 2 – 0        | Moldova      | Eb-selejtező | -            | 64'              |
| 29.          | 2008. február 6.     | Limassol, Cirion Stadion (CYP)       | Magyarország        | 1 – 1        | Szlovákia    | barátságos   | -            | 56'              |
| 30.          | 2008. március 26.    | Zalaegerszeg, ZTE Aréna              | Magyarország        | 0 – 1        | Szlovénia    | barátságos   | -            |                  |
| 31.          | 2008. május 24.      | Budapest, Puskás Ferenc Stadion      | Magyarország        | 3 – 2        | Görögország  | barátságos   | -            |                  |
| 32.          | 2008. május 31.      | Budapest, Szusza Ferenc Stadion      | Magyarország        | 1 – 1        | Horvátország | barátságos   | -            |                  |
| 33.          | 2008. augusztus 20.  | Budapest, Puskás Ferenc Stadion      | Magyarország        | 3 – 3        | Montenegró   | barátságos   | -            | 69'              |
| 34.          | 2008. szeptember 6.  | Budapest, Puskás Ferenc Stadion      | Magyarország        | 0 – 0        | Dánia        | vb-selejtező | -            | 90+1'            |
| 35.          | 2008. szeptember 10. | Stockholm, Råsunda Stadion           | Svédország          | 2 – 1        | Magyarország | vb-selejtező | -            |                  |
| 36.          | 2008. október 11.    | Budapest, Puskás Ferenc Stadion      | Magyarország        | 2 – 0        | Albánia      | vb-selejtező | -            | 87'              |
| 37.          | 2008. október 15.    | Ta’ Qali, Nemzeti Stadion            | Málta               | 0 – 1        | Magyarország | vb-selejtező | -            |                  |
| 38.          | 2008. november 19.   | Belfast, Windsor Park                | Észak-Írország      | 0 – 2        | Magyarország | barátságos   | -            | 84'              |
| 39.          | 2009. február 11.    | Ramat Gan, Ramat Gan Stadion         | Izrael              | 1 – 0        | Magyarország | barátságos   | -            |                  |
| 40.          | 2009. március 28.    | Tirana, Qemal Stafa Stadion          | Albánia             | 0 – 1        | Magyarország | vb-selejtező | -            |                  |
| 41.          | 2009. április 1.     | Budapest, Puskás Ferenc Stadion      | Magyarország        | 3 – 0        | Málta        | vb-selejtező | -            |                  |
| 42.          | 2009. augusztus 12.  | Budapest, Puskás Ferenc Stadion      | Magyarország        | 0 – 1        | Románia      | barátságos   | -            | a szünetben      |
| 43.          | 2009. szeptember 5.  | Budapest, Puskás Ferenc Stadion      | Magyarország        | 1 – 2        | Svédország   | vb-selejtező | 1            | 79' (11-esből)}  |
| 44.          | 2009. szeptember 9.  | Budapest, Puskás Ferenc Stadion      | Magyarország        | 0 – 1        | Portugália   | vb-selejtező | -            | 65'              |
| 45.          | 2009. október 10.    | Lisszabon, Estádio da Luz            | Portugália          | 3 – 0        | Magyarország | vb-selejtező | -            | 67'              |
| 46.          | 2009. október 14.    | Koppenhága, Parken Stadion           | Dánia               | 0 – 1        | Magyarország | vb-selejtező | -            | 77'              |
| 47.          | 2010. március 3.     | Győr, ETO Park                       | Magyarország        | 1 – 1        | Oroszország  | barátságos   | -            | 89'              |
| 48.          | 2010. május 29.      | Budapest, Puskás Ferenc Stadion      | Magyarország        | 0 – 3        | Németország  | barátságos   | -            | 71'              |
| 49.          | 2010. június 5.      | Amszterdam, Amsterdam ArenA          | Hollandia           | 6 – 1        | Magyarország | barátságos   | -            | 68'              |
| 50.          | 2010. augusztus 11.  | London, Wembley Stadion              | Anglia              | 2 – 1        | Magyarország | barátságos   | -            | 46'              |
| 51.          | 2010. szeptember 3.  | Stockholm, Råsunda Stadion           | Svédország          | 2 – 0        | Magyarország | Eb-selejtező | -            | 46'              |
|              | Összesen             |                                      |                     | 51           | mérkőzés     |              | 7            | gól              |